# Claude Nicollier
Claude Nicollier (Vevey, 1944. szeptember 2.–) svájci pilóta, tudós, űrhajós. Svájc első űrhajósa, az első európai, aki az űrrepülőgép fedélzetén űrsétát végzett.

## Életpálya
1966-tól a svájci légierő pilótája. 1974-ben polgári repülésből tett vizsgát, a Swissair DC–9 repülőgépének kijelölt pilótája. 1988-ban Angliában tesztpilóta kiképzésből vizsgázott. 1970-ben az University of Lausanne keretében fizikából diplomázott. 1970-1973 között a genfi Obszervatórium csillagásza. 1975-ben az University of Geneva keretében  asztrofizikából szerzett doktori fokozatot. 1976-tól az Európai Űrkutatási és Technológiai Központ  (European Space Research and Technology Centre, ESTEC) székhelyén a hollandiai Noordwijkban kutatóként dolgozott. Több mint 5600 órát töltött a levegőben (repülő, űrrepülő). Az ESA és a NASA együttműködésében épülő Spacelab–1 küldetés specialistájának választotta.
1978. május 18-án csatlakozott az ESA űrhajósaihoz. 1980-ban a Lyndon B. Johnson Űrközpontban részesült űrhajóskiképzésben. Egyéves űrhajósképzésének programja: tudományos és műszaki ismeretek, az űrrepülőgép rendszerismerete, fiziológiai képzés. Repülőgép vezetés, vízi- és túlélési gyakorlatok. Kutatási, kísérleti feladatok gyakorlás. Az elsajátított ismeretek eredményes vizsgája után kapható repülési engedély. Az ESA belső politikai vitája, valamint a Challenger-katasztrófa hátráltatta küldetését. Kiképzett űrhajósként tagja volt több támogató (tanácsadó, problémamegoldó) csapatnak. 1996-1998 valamint 2000-2007 között az Űrhajózási Iroda Robotics Branch vezetője. Négy űrszolgálata alatt összesen 42 napot, 12 órát és 05 percet (1020 óra) töltött a világűrben. 2007 márciusában köszönt el az űrhajósoktól. 2004-től kezdett tanítani, majd 2007-ben az École Polytechnique Fédérale de Lausanne tanára.

## Űrrepülések
- STS–61–K kijelölt küldetés specialistája, amit a Challenger-katasztrófa miatt töröltek.
- STS–46, az Atlantis űrrepülőgép 12. repülésének küldetés specialistája. Pályairányba állították az Európai Űrügynökség (ESA) által gyártott EURECA tudományos platformot, valamint működtették az olasz tervezésű (Tethered Satellite System) (TSS) laboratóriumot. Több technikai és egyéb, meghatározott kutatási, kísérleti programot hajtottak végre. Első űrszolgálata alatt összesen 7 napot, 23 órát és 15 percet (191 óra) töltött a világűrben. 5 344 643 kilométert (3 321 007 mérföldet) repült, 127 kerülte meg a Földet.
- STS–61, az Endeavour űrrepülőgép 5. repülésének küldetés specialistája. A legénység tagjai megjavították a Hubble–űrteleszkóp hibás optikáját. Több technikai és egyéb, meghatározott kutatási, kísérleti programot is végrehajtottak. Második űrszolgálata alatt összesen 10 napot, 19 órát és 58 percet (260 óra) töltött a világűrben. 7 135 464 kilométert (4 433 772 mérföldet) repült, 163 kerülte meg a Földet.
- STS–75, a Columbia űrrepülőgép 19. repülésének küldetés specialistája. A legénység pályairányba állította a Tethered Satellite System Reflight (TSS–1R) műholdat. Több technikai és egyéb, meghatározott kutatási, kísérleti programot is végrehajtottak. Harmadik űrszolgálata alatt összesen 15 napot, 17 órát és 41 percet (377 óra) töltött a világűrben. 10 460 000 kilométert (6 500 000 mérföldet) repült, 252 kerülte meg a Földet.
- STS–103, a Discovery űrrepülőgép 27. repülésének küldetés specialistája. Negyedik űrszolgálata alatt összesen 7 napot, 23 órát és 11 percet (191 óra) töltött a világűrben. Hubble űrtávcső elemeinek harmadik javításán, a harmadik űrsétán (szerelés) végzett egy 8 óra és 10 perces űrsétát (kutatás, szerelés) végzett. Az első ESA űrhajós aki az űrrepülőgép fedélzetéről űrsétát végzett. 5 230 000 kilométert (3 250 000 mérföldet) repült, 119 kerülte meg a Földet.

## Szakmai sikerek
- Viselheti az űrhajós szárnyat.
- Több katonai, polgári kitüntetésben, valamint űrhajós szolgálati elismerésben részesült.